# Walter Menn
Walter Menn (* 4. Juni 1890 in Hilchenbach; † 9. Juni 1967 in Krombach) war ein deutscher Bibliothekar.

## Leben
Menn besuchte das Gymnasium in Hagen und studierte anschließend Geschichte und Klassische Philologie in Halle, Freiburg und Marburg, wo er 1918 promoviert wurde. Von 1914 bis 1916 leistete er Kriegsdienst im Ersten Weltkrieg. 1917 begann er seine bibliothekarische Ausbildung als Volontär an der Universitätsbibliothek Münster, die er 1919 mit der Fachprüfung in Göttingen abschloss.
1920 ging er als Bibliotheksassessor an die Universitätsbibliothek Kiel, wechselte jedoch schon im gleichen Jahr wieder zurück an die Universitätsbibliothek Münster, wo er 1922 Bibliotheksrat wurde. 1932 verließ er Münster, um Stellvertretender Direktor an der Universitätsbibliothek Greifswald zu werden.
Mean trat zum 1. Mai 1937 der NSDAP bei (Mitgliedsnummer 4.108.352).
Ab 1946 war Menn Direktor an der Universitätsbibliothek Mainz. Dort blieb er bis zu seiner Pensionierung 1955. Er baute den Bestand vollkommen neu auf, arbeitete dabei auch eng mit der Stadtbibliothek Mainz  zusammen. 1947 erreichte er, dass die Universität der Bibliothek einen Flügel in ihrem Gebäude überließ. Ein eigenes Gebäude erhielt die Bibliothek erst nach Menns Amtszeit.

## Schriften
- Zur Vorgeschichte des deutschen Zollvereins: Nassaus Handels- und Schiffahrtspolitik vom Wiener Kongreß bis zum Ausgang der süddeutschen Zollvereinsverhandlungen 1815–1827, Greifswald: Bamberg, 1930 (Zugl.: Marburg, Univ., Diss., 1917).
- Die wissenschaftlichen Bibliotheken Hollands: Reiseeindrücke und Gedanken, Leipzig: Harrassowitz 1930.
- Richard Pietschmann. In: Martin Wehrmann, Adolf Hofmeister, Wilhelm Braun (Hrsg.): Pommern des 19. und 20. Jahrhunderts (= Pommersche Lebensbilder. Bd. 2). Saunier, Stettin 1936, S. 388–393.
- Der erste Rektor der Universität Mainz Jakob Welder von Siegen, Wiesbaden: Hempe, 1950 (Die Rheingauer Drucke; 1).
- Die Schrift und ihre Entwicklung, Stuttgart: Koehler 1950 (Handbuch der Bibliothekswissenschaft; 1,1).
- zusammen mit Paul Diepgen: Universalmedizin und Goldmacherkunst im 17. Jahrhundert, Stuttgart: Thieme 1956.
- Ernst Franz Ludwig Freiherr Marschall von Bieberstein 1770–1834. In: Nassauische Lebensbilder. Band 6. Veröffentlichungen der Historischen Kommission für Nassau X,6. Wiesbaden 1961. S. 114–183.